# Antigua Recreation Ground
Antigua Recreation Ground – stadion piłkarski i krykietowy w Saint John’s, na wyspie Antigua, w Antigui i Barbudzie. Został otwarty w 1978 roku. Może pomieścić 9000 osób. Posiada nawierzchnię trawiastą. Swoje mecze rozgrywa na nim Empire FC.